# Vorkuta
Vorkuta (rus. Воркута) je zajednica kopača ugljena u Republici Komi u Ruskoj Federaciji. 
Nalazi se sjeverno od Arktičkog kruga u Pečorskom ugljenskom bazenu, na 67°30′N 64°00′E / 67.500°N 64.000°E. 
Nastala je od jednog od najzloglasnijih gulaga, osnovanog 1932. godine. Na ulazu u Vorkutu 1950-ih stajao je natpis Rad u SSSR-u stvar je časti, slave, ponosa i junaštva.
Broj stanovnika: oko 116.000
Vorkuta je postala gradom 1942. Brojni su koncentracijski logori bili zatvoreni 1950-ih, ali izvješća su govorila da ih je u području Vorkute nekoliko djelovalo još u 1980-ima.
U početku 21. stoljeća brojni su rudnici bili zatvoreni jer su problemi s visokim troškovima poslovanja zahvatili i rudnike. Jednom je u 1990-im bilo radničkih nemira, radnici su, prosvjedujući što nisu bili plaćeni cijelu godinu, zatočili gradske dužnosnike u njihovim uredima.
Tijekom hladnog rata vojna je baza za strateške bombardere Arktičke nadzorne skupine bila smještena u Vorkuti.

## Vanjske poveznice
- Slike grada na stranici lokalne udruge  Arhivirana inačica izvorne stranice od 29. prosinca 2003. (Wayback Machine)
- Poveznice na slike Vorkute i Usinska, 1998.  Arhivirana inačica izvorne stranice od 7. kolovoza 2007. (Wayback Machine)
- Satelitske slike Vorkutske regije  Arhivirana inačica izvorne stranice od 28. veljače 2008. (Wayback Machine)